# Lozano
|  | Per a altres significats, vegeu «Lozano (desambiguació)». |

Lozano és una concentració de població designada pel cens del Comtat de Cameron a l'estat de Texas (Estats Units d'Amèrica).

## Demografia
Segons el cens dels Estats Units del 2000 Lozano tenia 324 habitants.
Segons el cens del 2000, tenia 324 habitants, 101 habitatges, i 84 famílies. La densitat de població era de 1.042,5 habitants/km².
Dels 101 habitatges en un 34,7% hi vivien nens de menys de 18 anys, en un 62,4% hi vivien parelles casades, en un 16,8% dones solteres, i en un 16,8% no eren unitats familiars. En el 15,8% dels habitatges hi vivien persones soles el 7,9% de les quals corresponia a persones de 65 anys o més que vivien soles. El nombre mitjà de persones vivint en cada habitatge era de 3,21 i el nombre mitjà de persones que vivien en cada família era de 3,6.
Per edats la població es repartia de la següent manera: un 25,3% tenia menys de 18 anys, un 13,3% entre 18 i 24, un 29,3% entre 25 i 44, un 20,1% de 45 a 60 i un 12% 65 anys o més.
L'edat mediana era de 31 anys. Per cada 100 dones de 18 o més anys hi havia 90,6 homes.
La renda mediana per habitatge era de 19.792 $ i la renda mediana per família de 33.500 $. Els homes tenien una renda mediana de 22.679 $ mentre que les dones 18.036 $. La renda per capita de la població era de 9.782 $. Aproximadament el 41,9% de les famílies i el 30,2% de la població estaven per davall del llindar de pobresa.

## Poblacions properes
El següent diagrama mostra les poblacions més properes.